# Euphorbia sessiliflora
Euphorbia sessiliflora är en törelväxtart som beskrevs av William Roxburgh. Euphorbia sessiliflora ingår i släktet törlar, och familjen törelväxter. Inga underarter finns listade i Catalogue of Life.